# Kattenburgervaart
De Kattenburgervaart is een 540 m kort kanaal (gracht) in Amsterdam, in de buurt Oostelijke Eilanden. Het kanaal scheidt het in de 17e eeuw aangelegde eiland Wittenburg van het eiland Kattenburg. De Kattenburgervaart loopt van de Nieuwe Vaart naar de Dijksgracht.
Over de vaart gaan vier bruggen:
- de Paerlduiker (brugnummer 91) bij de Nieuwe Vaart, tussen de straten Wittenburgergracht en Kattenburgergracht die deel uitmaken van de zogenaamde Eilandenboulevard.
- de Kippebrug (nr 270), een vaste brug voor fietsers uit 1923 in de Wittenburgerkade.
- de Witte Katbrug (nr 1914), een boogbrug voor voetgangers en fietsers in de Jacob Burggraafstraat.
- de Zebrabrug (brugnummer 389), in de Derde Wittenburgerdwarsstraat.

In de 20e eeuw werd een deel van de vaart door aanplemping een deel van Kattenburg. In het verlengde van de Kattenburgervaart waren er twee bruggen over de voormalige Binnenhaven. De verdwenen bruggen nr. 268 en 269, waarbij de laatste ook gekend was als Wormbrug.